# Hardegg
Hardegg – miasto w Austrii, w kraju związkowym Dolna Austria, w powiecie Hollabrunn, tuż przy granicy z Czechami. Liczy 1 345 mieszkańców (1 stycznia 2014).
Miasto leży w Parku Narodowym Doliny Dyi i jest jednym z głównych węzłów szlaków turystycznych. Turystów przyciąga m.in. możliwość swobodnego przejścia do Czech przez most nad Dyją (powstał w 1874 roku, otwarty ponownie po 1989 roku), gdzie w niedużej odległości znajduje się punkt widokowy z panoramą miejscowości.
Sam Hardegg również może pochwalić się cennymi zabytkami – nad okolicą góruje średniowieczny zamek Hardegg, a przy kościele stoi najstarsza w Dolnej Austrii rotunda romańska z XII wieku.